# یواس‌اس ابسکون (ای‌وی‌پی-۲۳)
یواس‌اس ابسکون (ای‌وی‌پی-۲۳) (به انگلیسی: USS Absecon (AVP-23)) یک کشتی بود که طول آن ۳۱۰ فوت ۹ اینچ (۹۴٫۷۲ متر) بود. این کشتی در سال ۱۹۴۲ ساخته شد.